# آنا آف د نورث

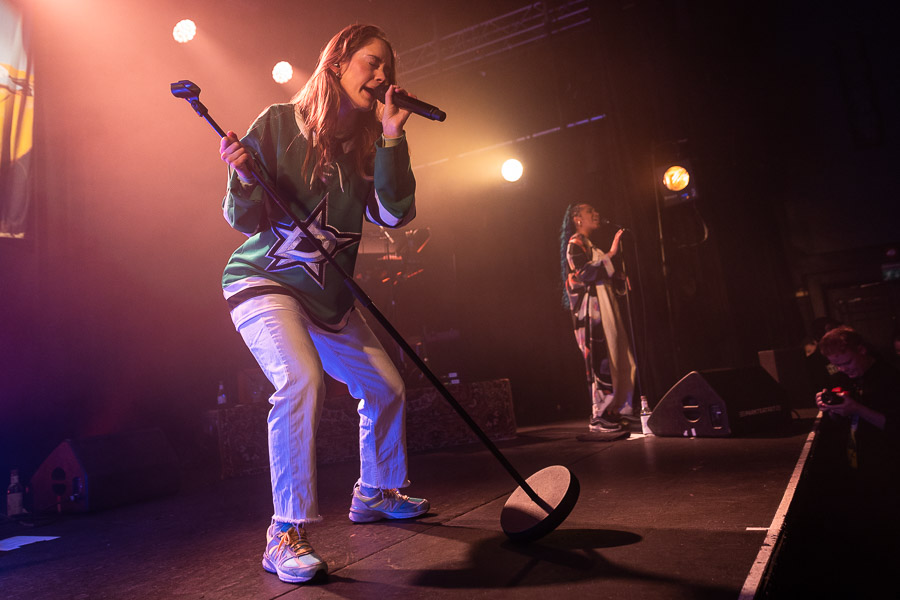
اجرای سال ۲۰۱۹ آنا آف د نورث در Parkteatret واقع در اسلو.

آنا لوتروود (نروژی: Anna Lotterud؛ زادهٔ ۸ ژوئن ۱۹۸۹)، که بیشتر با نام صحنه آنا آف د نورث شناخته می‌شود، خواننده و نوازنده نروژی ساکن اسلو و اهل گیوویک است. موسیقی او به موسیقی «الکترو-پاپ دلنواز» شناخته می‌شود. اولین آلبوم استودیوی او با نام Lovers در سال ۲۰۱۷ منتشر شد. دومین آلبوم او به نام Dream Girl در اکتبر ۲۰۱۹ منتشر شد.

## سال‌های اولیه
آنا لوتروود در گیوویک در نروژ متولد شد. او قبل از عزیمت به ملبورن برای تحصیلات تکمیلی، طراحی گرافیک می‌خواند.

## حرفه موسیقی
در طول تحصیل در ملبورن، استرالیا، آنا در یکی از نمایش‌های برادی دانیل اسمیت که یک تهیه‌کننده متولد نیوزلند است آشنا شد و در به اتفاق گروه آنا آف د نورث را شکل دادند، آنا آوازها می‌خواند و بردی ملودی‌ها را می‌ساخت.
در ژوئن سال ۲۰۱۴، آنا آف د نورث نخستین تک آهنگ اول خود را با نام "Sway" منتشر کرد، که به بسرعت در فضای مجازی مورد استقبال قرار گرفت و این موفقیت برایش یک قرارداد ضبط با کمپانی Honeymoon در ایالات متحده را به ارمغان آورد. در سپتامبر سال ۲۰۱۴، گروه د چینسموکرز قطعهٔ "Sway" را به‌صورت رسمی ریمیکس کردند.
او در ادامهٔ موفقیت قبلی با قطعات "The Dreamer" و "Baby" به صدر جدول Hype Machine صعود کرد و بعداً نیز کیگو را در یک تور اروپایی همراهی کرد. در طی چند ماه آینده، او آهنگ «ما» و «اسلو» را منتشر کرد که تحسین منتقدین را در پی داشت.
در ماه مه سال ۲۰۱۷، آنا اعلام کرد که اولین آلبومش با عنوان عاشقان شامل یک قطعه هم نام خود آلبوم و و تک آهنگ اصلی آلبوم با نام "Someone" در تاریخ ۸ سپتامبر منتشر خواهد شد. تک آهنگ «عاشقان» در فیلم به همه پسرانی که قبلاً آنها را دوست داشتم محصول ۲۰۱۸ از شبکه نتفلیکس بعنوان موسیقی متن مورد استفاده قرار گرفت.
دومین آلبوم استودیویی آنا، دختر رؤیایی، در ۲۵ اکتبر ۲۰۱۹ منتشر شد. ترک دختر رؤیایی در یکی از تبلیغات سال ۲۰۲۰ آیپد پرو مورد استفاده قرار گرفت.

## دیسکوگرافی

### آلبوم‌ها
- عاشقان (۲۰۱۷)
- دختر رؤیایی (۲۰۱۹)

### تک آهنگ
| عنوان               | سال  | آلبوم             |
| ------------------- | ---- | ----------------- |
| "Sway"              | ۲۰۱۴ | non-album singles |
| "The Dreamer"       | ۲۰۱۵ | non-album singles |
| "Baby"              | ۲۰۱۶ | Lovers            |
| "Us"                | ۲۰۱۶ | non-album singles |
| "Oslo"              | ۲۰۱۷ | non-album singles |
| "Lovers"            | ۲۰۱۷ | Lovers            |
| "Someone"           | ۲۰۱۷ | Lovers            |
| "Money"             | ۲۰۱۷ | Lovers            |
| "Fire"              | ۲۰۱۷ | Lovers            |
| "Leaning On Myself" | ۲۰۱۹ | Dream Girl        |
| "Used to Be"        | ۲۰۱۹ | Dream Girl        |
| "Thank Me Later"    | ۲۰۱۹ | Dream Girl        |
| "Playing Games"     | ۲۰۱۹ | Dream Girl        |

### حضور به‌صورت مهمان
| عنوان                                          | سال      | هنرمند                                 | آلبوم                               |
| ---------------------------------------------- | -------- | -------------------------------------- | ----------------------------------- |
| "Had a Love"                                   | ۲۰۱۶     | Vessels                                |                                     |
| "کسالت"                                        | ۲۰۱۷     | تایلر، خالق و رکس اورنجی کانتی         | Flower Boy                          |
| " 911 / آقای تنها "                            | ۲۰۱۷     | تایلر، خالق، فرانک اقیانوس و استیو لسی | Flower Boy                          |
| "مرا انتخاب کن"                                | ۲۰۱۷     | G-Eazy                                 | زیبا و لعنتی                        |
| "چارلی براون"                                  | ۲۰۱۸     | رجیجی برف                              | عزیز آنی                            |
| " IDGAF " (Anna of the North Remix)            | ۲۰۱۸     | دوا لیپا                               | IDGAF (ریمیکس)                      |
| "Feels So Good ◑"                              | ۲۰۱۸     | Honne                                  | مرا دوست بدار / مرا دوست نداشته باش |
| "من حتی نمی‌دانم چرا" (Anna of the North Remix) | ۲۰۱۹     | آلیا باراز                             | The Color Of You (Remixes)          |
| "تابستان محو"                                  | ۲۰۱۹     | Snakehips                              | TBA                                 |
| "بر فراز"                                      | سال ۲۰۲۰ | PREP                                   | TBA                                 |

## جوایز و نامزدها

### جوایز GAFFA سوئد
این رویداد که از سال ۲۰۱۰ برگزار می‌گردد، جایزهٔ سوئدی است که به موسیقی‌های مردمی که توسط مجله ای با همین نام انتخاب می‌شوند اهدا می‌گردد.
| Year | Award                | Result   |
| ---- | -------------------- | -------- |
| ۲۰۱۸ | Best Foreign New Act | نامزد شد |